# Turraea floribunda
Turraea floribunda är en tvåhjärtbladig växtart som beskrevs av Ferdinand von Hochstetter. Turraea floribunda ingår i släktet Turraea och familjen Meliaceae. Inga underarter finns listade i Catalogue of Life.